# سوارکار نهنگ
سوارکار نهنگ (به انگلیسی: Whale Rider) نام فیلم درامی است که در سال ۲۰۰۲ به کارگردانی نیکی کارو ساخته شد. این فیلم موفق شد در رشتهٔ بهترین بازیگر نقش اول زن برای بازیِ کیشا کاستل-هیوز، نامزد جایزه اسکار شود.